# Museu de Drenthe
El Museu de Drenthe és un museu situat a Assen (Països Baixos), al lloc de l'antic monestir Maria in Campis. Des del 2011, la entrada principal es troba en una antiga cotxera que està connectada amb els altres edificis per un passadís sota terra.

## Història
El 1854, el museu va ser fundat com a Museu Provincial de l'Antiguitat. Va començar amb un sol armari a la casa provincial que formava part del monestir Maria in Campis. Al principi del 1900, es va desplaçar al nou edifici de l'Arxiu de l'Estat. El 1964 es va comprar una altra casa que formava part del monestir i deu anys més tard el museu es va desplaçar a la casa provincial. Una altra casa i una església també van ser afegides al museu. El 1996, el museu va canviar el seu nom a Museu de Drenthe.
A dins de l'antic complex no hi havia espai per una ampliació del museu. L'arquitecte Erick van Egeraat va dissenyar el 2007 una nova zona sota terra del museu. A sobre d'aquesta nova zona s'hi va construir el jardí del museu. La entrada del museu es va desplaçar a una antiga cotxera. El 16 de novembre del 2011, el museu va ser reobert per Beatriu I, aleshores reina dels Països Baixos.
Al principi del 2010, es va obrir un nou magatzem a una zona industrial d'Assen, amb capacitat d'uns 90.000 objectes i obres d'art. El museu va ser el primer als Països Baixos amb un magatzem pobre en oxigen, que protegeix millor els objectes d'art.

## Col·lecció
El museu té una gran col·lecció permanent sobre la prehistòria de la província de Drenthe, tant amb exposicions permanents com temporals. També s'hi troben mòmies dels pantans, com la Nena d'Yde i els Homes de Weerdinge, i troballes de la cultura dels vasos d'embut. La canoa de Pesse, la barca més antiga del món que s'ha descobert fins ara, també es troba al Museu de Drenthe.
El museu té igualment una col·lecció permanent d'art figuratiu, sobretot de realisme nòrdic, amb entre altres obres de Henk Helmantel, Matthijs Röling, Sam Drukker, Douwe Elias, Barend Blankert, Alfred Hafkenscheid, Eddy Roos i Berend Groen). Aquesta col·lecció compta amb centenars d'obres i és una de les col·leccions més importants d'aquest corrent als Països Baixos.

## Exposicions especials
- Terracottaleger ('Exèrcit de guerrers de terracota') (2 de febrer-31 d'agost del 2008), en el marc del projecte Go China! Assen – Groningen. Va ser l'exposició més visitada al nord del país amb més de 353.000 visitants.[5]
- De Gouden Eeuw van China ('L'Edat d'Or de la Xina') (16 novembre 2011-15 abril 2012), exposició d'obertura del nou museu, sobre la dinastia Tang.
- Dode Zeerollen ('Manuscrits de la mar Morta') (2014), manuscrits i objectes originals de la Bíblia
- Kim Utopie ('Utopia de Kim') & North Korean Perspectives ('Perspectives de Corea del Nord') (2015)
- Maya's ('Maies'), senyors de la selva pluvial (2016)
- Peredvizhniki, realisme rus al voltant de Repin 1870-1900 (2016-2017)
- The Great Liao, dinastia nòmada de la Mongòlia interior 907-1125 (2017)
- The American Dream ('El somni americà'), realisme americà 1945-1965, una exposició doble junts amb Kunsthalle Emden.
- Iran - bakermat van de beschaving ('Iran - origen de la civilització'), 200 tresors d'una de les cultures més antigues i especials (2018). Per aquesta exposició, el museu va guanyar el premi públic dels Global Fine Art Awards a Nova York el 12 de març del 2019.[6]